# Веллі (Вашингтон)
Веллі (англ. Valley) — переписна місцевість (CDP) в США, в окрузі Стівенс штату Вашингтон. Населення — 149 осіб (2020).

## Географія
Веллі розташоване за координатами 48°10′22″ пн. ш. 117°43′28″ зх. д. / 48.17278° пн. ш. 117.72444° зх. д. (48.172887, -117.724457).  За даними Бюро перепису населення США в 2010 році переписна місцевість мала площу 1,11 км², уся площа — суходіл.

## Демографія
Згідно з переписом 2010 року, у переписній місцевості мешкало 146 осіб у 53 домогосподарствах у складі 39 родин. Густота населення становила 132 особи/км².  Було 59 помешкань (53/км²).
Расовий склад населення:
| - 82,2 % — білих - 6,8 % — корінних американців - 2,7 % — чорних або афроамериканців |

До двох чи більше рас належало 7,5 %. Частка іспаномовних становила 1,4 % від усіх жителів.
За віковим діапазоном населення розподілялося таким чином: 34,9 % — особи молодші 18 років, 52,1 % — особи у віці 18—64 років, 13,0 % — особи у віці 65 років та старші. Медіана віку мешканця становила 35,5 року. На 100 осіб жіночої статі у переписній місцевості припадало 108,6 чоловіків;  на 100 жінок у віці від 18 років та старших — 115,9 чоловіків також старших 18 років.
За межею бідності перебувало 57,1 % осіб, у тому числі 71,9 % дітей у віці до 18 років та 0,0 % осіб у віці 65 років та старших.
Цивільне працевлаштоване населення становило 87 осіб. Основні галузі зайнятості: мистецтво, розваги та відпочинок — 36,8 %, освіта, охорона здоров'я та соціальна допомога — 16,1 %, виробництво — 14,9 %, науковці, спеціалісти, менеджери — 13,8 %.